# Joan Rafí Vidal
Joan Rafí Vidal, en realidad Joan Rafí Sastre (Vilabella, 1798 - Tarragona 1827) fue un hacendado y militar español ultraabsolutista. Era conocido por Rafí Vidal por el nombre de su casa solariega en Vilabella.
Profundamente religioso, no dudó en sumarse a la insurrección realista contra los liberales durante el Trienio Liberal, luchando bajo las órdenes del general Romagosa y del Barón de Eroles en la Guerra Realista. Cuando el liberal Francisco Espoz y Mina conquistó Seo de Urgel se marchó a Francia regresando a Cataluña con los Cien Mil Hijos de San Luis.

## Actuación en la Guerra de los Agraviados (1827)
En 1826 fue nombrado coronel subinspector del gobierno militar de Tarragona y al año siguiente se le encomendó la represión de los agraviados que actuaban por la zona del Campo de Tarragona. Fingiendo acatar las órdenes recibidas, llegó a Reus el día 4 de septiembre de 1827 con una columna de 200 hombres. El día 7, a las 9 de la mañana, Rafí se presentó ante el alcalde y los concejales acompañado de todos los jefes y oficiales de los voluntarios realistas y se pronunció a favor de los sublevados que decía combatir. Exigió 200 000 reales que debían ser dados antes de las 5 de la tarde o anunciaba represalias. Rafí se llevó algunos rehenes y se marchó de Reus, pero dejó centinelas en las partes de fuera de las puertas de la villa, que en la madrugada impidieron la salida de los campesinos y los comerciantes a no ser a cambio de un alto peaje. El ayuntamiento negoció y logró que no se llevara los rehenes más allá de Castellvell, pero tuvo que aceptar una exigencia de pago de 100 000 duros para liberar la villa. Se liberaron la mayoría de rehenes, y Rafí se quedó unos diez o doce.
Mientras tanto una serie de pueblos del Campo de Tarragona se habían sublevado a favor de los agraviados, y Rafí, con el objetivo de coordinar el movimiento, tomó el título de comandante general del ejército restaurador del corregimiento de Tarragona e instauró una Junta Corregimental en Alforja el 13 de septiembre, de la que se reservó la presidencia. La llegada de Fernando VII a Tarragona dejó a los sublevados sin argumentos, ya que decían luchar a favor del rey, y Rafí depuso las armas para no tener que enfrentarse con las fuerzas del monarca. Se entrevistó con Fernando VII y este le prometió el indulto si se rendía. Aceptó los términos de rendición, y fue llevado preso a Tarragona, junto con otros jefes sublevados donde esperaba el indulto. Rafí y Albert Olives, teniente coronel retirado y concejal en Reus que se había pronunciado con Rafí, fueron fusilados en Tarragona el 5 de noviembre con el cargo de ser jefes de la revuelta. Luego los colgaron en la plaza de armas situada entre la puerta de Lérida y la de Sant Francesc, donde su cadáver fue expuesto al público durante todo el día con un cartel en el pecho en el que figuraba escrito el motivo de la sentencia.